# Шогун (роман)
„Шогун“ е исторически роман на писателя Джеймс Клавел от 1975 г.
Романът разказва за обстановката в средновековна Япония в началото на 17 в. Описва се не само политическата обстановка свързана с установяването на шогуната Токугава и конфликта между холандци, португалци, англичани и испанци за търговско надмощие в Далечния изток.
Всички събития са представени на фона на личната история на английския лоцман Джон Блакторн, който попада в плен на японците. Те го обучават в своя език, култура и начин на живот като целят той да им бъде полезен с познанията си за военната техника и навигация и да помогне на Токугава да укрепи властта си. Англичанинът е впечатлен от напредналата японска цивилизация и печели верни приятели, но и заклети врагове, както и любовта на аристократката Марико.

## Исторически герои от книгата
Много от героите в книгата са основани на реално съществували личности:
- Йоши Торанага – Токугава Иеясу (1543 – 1616)
- Йоши Судара – Токугава Хидетада (1579 – 1632)
- Йоши Нага – Такеда Нобуйоши (1583 – 1603)
- Ишидо – Ишида Мицунари (1561 – 1600)
- Очиба – Йодо-доно (1569 – 1615)
- Яемон – Тойотоми Хидейори (1593 – 1615)
- Джон Блакторн – Миура Анджин/Уилям Адамс (1564 – 1620)
- Винк – Ян Йоостен ван Лоденщайн (1560 – 1623)
- Тода Марико – Хосокава Грасиа (1563 – 1600)
- Тода Хиромацу („железният юмрук“) - Хосокава Фуджитака (1534 – 1610)
- Тода Бунтаро – Хосокава Тадаоки (1563 – 1646)
- Тода Саруджи – Хосокава Тадатоши (1586 – 1641)
- Города – Ода Нобунага (1534 – 1582)
- Накамура (тайко) – Тойотоми Хидейоши (1536 – 1598)
- Акечи Джинсай – Акечи Мицухиде (1528 – 1582)
- Мартин Алвито – Жуау Родригеш
- Кияма Оданага – Коябакава Хидеаки
- Оноши – Отани Йошицугу (? – 1600)
- Дзатаки – Масаюки Санада

## Екранизации
През 1980 г. романът е екранизиран в едноименния телевизионен минисериал с участието на Ричард Чембърлейн, Тоширо Мифуне, Йоко Шимада, Деймиън Томас и Джон Рис-Дейвис.